# Jaroslav Charfreitág
Jaroslav Charfreitág, křtěný Jaroslav Antonín (25. října 1877 Žamberk – 5. června 1937) byl český obchodník, restauratér, fotograf, vynálezce a cestovatel.

## Mládí
Byl pátým ze sedmi dětí obchodníka a váženého žamberského občana Františka Charfreitága. Společně se svým kamarádem, Bedřichem Krčmářem, podnikl v letech 1902-1903 cestu do USA, kde pracovali a sbírali zkušenosti v různých profesích. Jaroslav, vybavený fotografickou kamerou na skleněné negativy, pořídil z těchto cest velké množství fotografií. Negativy, které byly objeveny na půdě jeho domu, byly naskenovány a prezentovány firmou Šechtl a Voseček na výstavě otevřené 27. července 2008. V listopadu 2009 proběhla jejich výstava v Městském muzeu v Žamberku.